# Міжнародна благодійна організація “Деполь Міжнародний”
Міжнародна організація «Деполь Інтернешнл» («Depaul International») — група благодійних організацій, метою якої є подолання безпритульності у світі. Група представлена в країнах: Сполучене Королівство Великої Британії та Ірландії, Ірландія, Словаччина, Україна, США та Франція

## Візія, місія, етос організації
- Візія організації: кожний має право на місце, яке називаємо «домом» та право належати до суспільства.
- Місія організації: пропонувати безпритульним та людям, які опинилися в складних умовах, можливість якомога більше скористатися їх потенціалом до незалежного та позитивного майбутнього.
- Етос і цінності "Деполь Інтернешнл" походять від духовності святого Вікентія де Поля (1581—1660), священика, який був великим духовним і соціальним реформатором.
- "Деполь Інтернешнл" є частиною Вікентійської сім'ї. Вікентійська сім'я[en] —об'єднання релігійних та світських організацій, для яких святий Вікентій де Поль є засновником, покровителем, або особою, чий досвід та духовний спадок надихають на допомогу страждаючим.

Герцогиня Норфолку Джорджіна є покровителькою «Деполь Інтернешнл».

## Історія створення
У 1989 році за ініціативи Кардинала Базіла Х'юма було створено благодійну організацію «Depaul Trust» для допомоги зростаючій кількості безпритульних молодих людей віком 16-25 років у Лондоні. Безпритульній молоді пропонували безпечне місце перебування (нічліжки, гуртожитки), моральну підтримку, професійну підготовку та працевлаштування, сімейну медіацію. З 1998 року проекти допомоги були запроваджені в інших містах Сполученого Королівства. У 2001 році в Дубліні на запрошення влади Ірландії було відкрито перший проект «Деполь Ірландія». З метою боротьби з бездомністю на світовому рівні в 2004 році було створено «Depaul Foundation», яка в 2009 році змінила назву на «Depaul International». Керівництвом організації було вирішено особливу увагу приділяти країнам Центральної та Східної Європи, де перехід до ринкової економіки зумовив економічні труднощі. У 2005 році в Словаччині організація «Деполь Словаччина» відкрила нічний притулок та лазарет для безпритульних у Братиславі. У 2007 році в Україні було зареєстровано благодійну організацію «Де Поль Харків» [Архівовано 15 березня 2017 у Wayback Machine.], яка почала надавати допомогу дітям та молоді вулиці і з роками перетворилась у Всеукраїнський благодійний фонд "Деполь Україна". У 2009 році в США відкрився перший проект «Деполь США», в рамках якого безпритульним міста Філадельфія надавався притулок та всестороння допомога.

## Діяльність благодійних організацій групи “Деполь Інтернешнл”

### Сполучене Королівство Великої Британії
Організація “Depaul UK” (“Деполь Сполучене Королівство Великої Британії”) здійснює 38 проектів по всій території країни, спрямованих на допомогу найбільш потребуючій молоді віком 16-24 роки.
Основні види діяльності
Забезпечення короткостроковим та довгостроковим житлом молоді.
Служба нічного перебування пропонує молодим людям термінове розташування у мешканні місцевих волонтерів. Існує 45 пунктів нічного перебування. Волонтери надають молодим людям можливість пожити у своєму мешканні від кількох днів до кількох тижнів, протягом яких працівники проекту погоджують з молодою людиною місце її подальшого проживання та шляхи вирішення проблеми, яка призвела до потрапляння на вулицю.
В рамках 18 проектів, розташованих у різних містах країни, молодим людям, які опинилися на вулиці, надають житло на період від 6 місяців до 2-х років. Кожна молода людина має наставника, який допомагає їй здобути основні життєві навички, професію та почати самостійне життя.
Посередництво в сім’ях. Оскільки розпад сім’ї є основною причиною безпритульності молоді, то проводиться робота по налагодженню стосунків молодих людей з їх сім’ями та підтримка кризових сімей.
Допомога колишнім ув’язненим. “Depaul UK” виконує програми, спрямовані на допомогу молодим людям адаптуватися до життя після звільнення з в'язниці і пропонує їм інтенсивну підтримку і керівництво, щоб запобігти повторному ув’язненню.
Тренінги та працевлаштування. Для молодих людей пропонується ряд тренінгів та програм, які дозволяють набути основні життєві навички, спеціальність, навички пошуку роботи.

### Ірландія
Організація “Depaul Ireland” (“Деполь Ірландія") надає допомогу безпритульним різного віку, серед яких алко- та наркозалежні, колишні в’язні, кризові сім’ї.
Основні види діяльності
Житло та підтримка. Організація здійснює 10 проектів, в рамках яких надається можливість як термінового, так і тривалого проживання потребуючих. Більшість проектів спрямована на реабілітацію дорослих алко- та наркозалежних осіб.
Підтримка колишніх клієнтів у їх самостійному житті. В рамках 3-х проектів надається неформальна підтримка самостійного життя в суспільстві, щоб запобігти поверненню до згубних залежностей та безпритульності.
Тренінги та підтримка. Проект допомагає безробітній маргіналізованій молоді здобути основні життєві навички необхідні для самостійного незалежного життя. Проводяться тренінги з розвитку особистості, міжособистісних відносин, пошуку інформації, теорії та навичок керування автомобілем.

### Словаччина
Організація “Depaul Slovensko” (“Деполь Словаччина”) надає місце для ночівлі, гарячу їжу, можливість отримати чистий одяг та медичну допомогу понад 170 безпритульним Братислави у притулку святого Вікентія де Поля. 30 безпритульним, які страждають на серйозну хворобу, надається тривалий час проживання, їжа, медична допомога та соціальний супровід у притулку святої Луїзи де Маріяк.

### США
Організація “Depaul USA” (“Деполь США”) забезпечує 27 чоловіків Філадельфії безпечним та гідним людині мешканням у будинку Деполь. Для безпритульних проводяться різноманітні навчальні програми, спрямовані на їх соціалізацію та незалежне повноцінне життя. Велика увага приділяється отриманню спеціальності безпритульними та їх працевлаштуванню.

### Україна
ВБФ "Деполь Україна" працює з незахищеними верствами населення: бездомними, тими, хто опинився у складних життєвих обставинах або на межі бездомності. Філії Фонду розташовані в Харкові, Одесі, Києві та Снятині. 
Основні види діяльності
Допомога дітям із кризових сімей.
Допомога дорослим безпритульним в притулках та лікарнях.
Допомога дорослим безпритульним на вулиці.
Допомога молоді в місцях ув'язнення.
Допомога молодим мамам на межі бездомності.